# Ae 6/6
Les Ae 6/6 sont des locomotives électriques des Chemins de fer fédéraux suisses, entrées en service entre 1952 et 1966 et qui furent retirées entre 2001 et 2013.

## Historique
Dans l'après-guerre, les Chemins de fer fédéraux suisses ont dû faire face à un volume de trafic croissant et ont donc été amenés à acquérir une nouvelle locomotive à bogies à six essieux, principalement pour la ligne du Gothard. Les trains de cette ligne étaient tractés principalement par des Ae 4/6, Ae 4/7 et des Ce 6/8 "crocodile", qui étaient de faible puissance par rapport aux normes contemporaines.
Après la guerre, dès 1952, cette nouvelle série de locomotives symbolisaient le renouveau, la modernité et aussi la fierté nationale en raison de leur grande qualité, avec 6 moteurs de 1 000 ch, elles pouvaient tracter 600 tonnes à 75 km/h. Leur vitesse maximale était de 125 km/h. Leur conduite pouvait se faire en position assise. À chaque mise en service, une fête populaire était organisée dans la ville dont la locomotive portait le blason. Le prix d'achat était 2,2 millions de  francs suisses, ce qui représente 9,57 millions de nos jours.
Les Ae 120 ⁶⁄₆ construites ont desservi pendant 20 ans la ligne du Gothard et, également la ligne du Simplon. Devenues trop lentes par rapport aux exigences du trafic voyageurs, les CFF les utilisèrent dès les années 1990 au trafic spécifique des marchandises. À noter que seuls trente-neuf exemplaires reçurent la livrée rouge. À la suite de la séparation du service voyageurs et marchandises, les Ae 6/6 rejoignirent le parc de CFF Cargo sous la dénomination UIC Ae 610.

## Retraits
Entre décembre 2012 et janvier 2013, ce fut la fin des Ae 6/6. Avec leurs composants vieillots, leur technicité dépassée et le manque de pièces détachées, elles furent petit à petit, toutes mises hors service et partiront par la suite à la ferraille. Bien entretenues, elles ont eu une durée de vie moyenne de 55 ans.

## Préservation
CFF Historic conserve plusieurs exemplaires pour faire vivre cet héritage historique des CFF. Il s'agit des machines suivantes :
- Ae 6/6 11401 "Tessin" est exposée au Eisenbahnmuseum à Horb en Allemagne.
- Ae 6/6 11402 "Uri" stationnée à Erstfeld.
- Ae 6/6 11407 "Aargau" stationnée à Brugg. Elle est prêtée à l'association Mikado[3].
- Ae 6/6 11411 "Zug" stationnée à Erstfeld.
- Ae 6/6 11416 "Glaris". Cette locomotive a servi pour les pièces de rechange, puis a été envoyée à la casse en 2023. En janvier 2024, elle attend toujours sa démolition.
- Ae 6/6 11421 "Grisons" stationnée à Olten.
- Ae 6/6 11425 "Genève" stationnée à Olten.
- Ae 6/6 11456 "Olten" qui fut stationnée à Olten. Cette locomotive a servi pour les pièces de rechange, puis a été ferraillée en 2019.

D'autres entreprises détiennent également des Ae 6/6. Il s'agit des machines suivantes :
- Ae 6/6 11406 "Obwald". Seule la cabine a survécu et est préservée par DESM[4]
- Ae 6/6 11413 "Schaffhouse" est exposée au Musée suisse des transports de Lucerne
- Ae 6/6 11418 "Saint-Gall" est exposée chez Galliker Transport AG à Altishofen[5]
- Ae 6/6 11424 "Neuchâtel". Association Swisstrain.
- Ae 6/6 11481 "La Chaux-de-Fonds". Seule la cabine a survécu et fait office de simulateur de conduite au Musée des chemins de fer du Kaeserberg[6] à Granges-Paccot. Cependant, elle demeure « déguisée » en Ae 6/6 11409.
- Ae 6/6 11501 "Renens". Association Swisstrain.

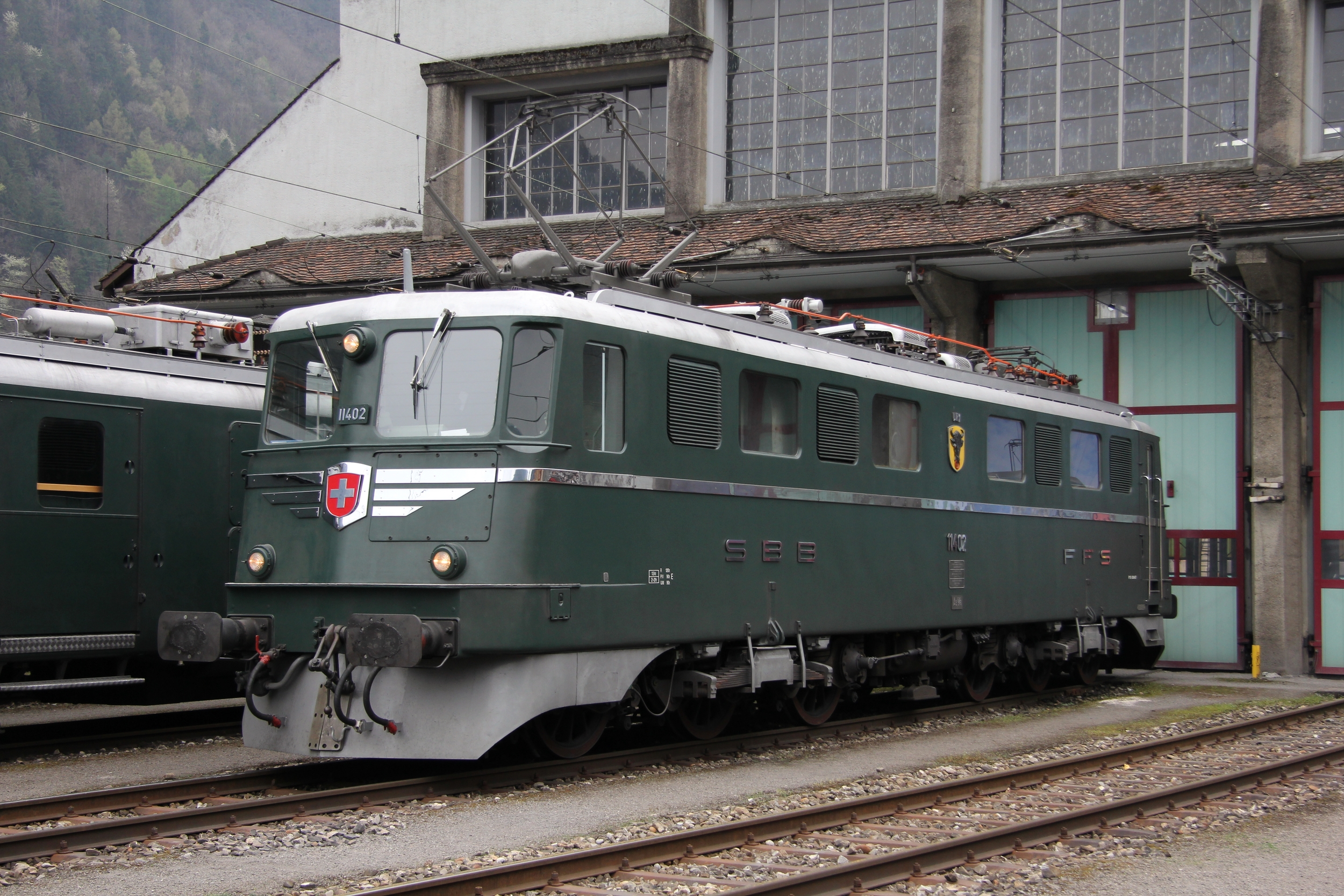
l'Ae 6/6 prototype 11402 "Uri"
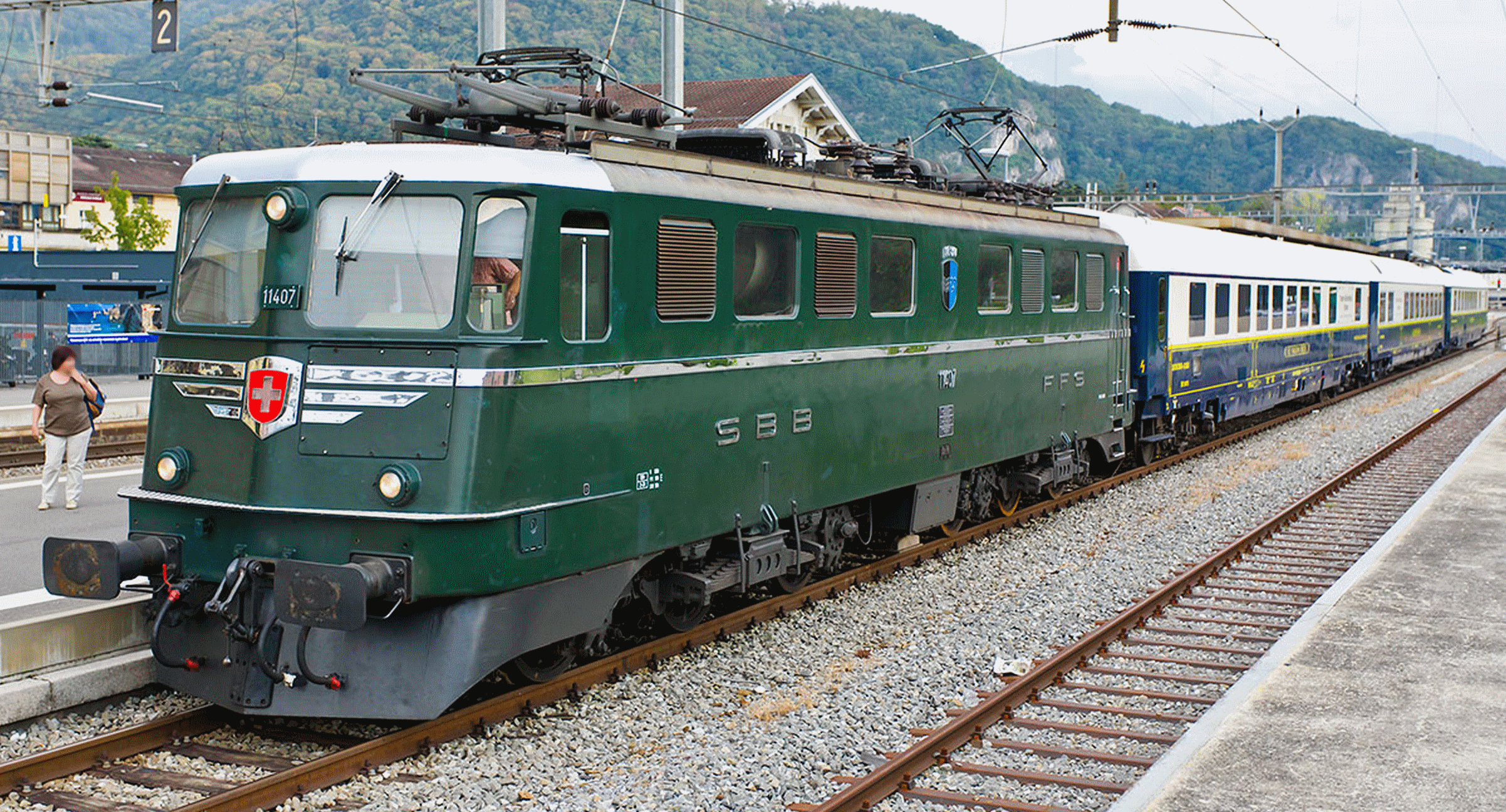
Ae 6/6 11407 Aargau
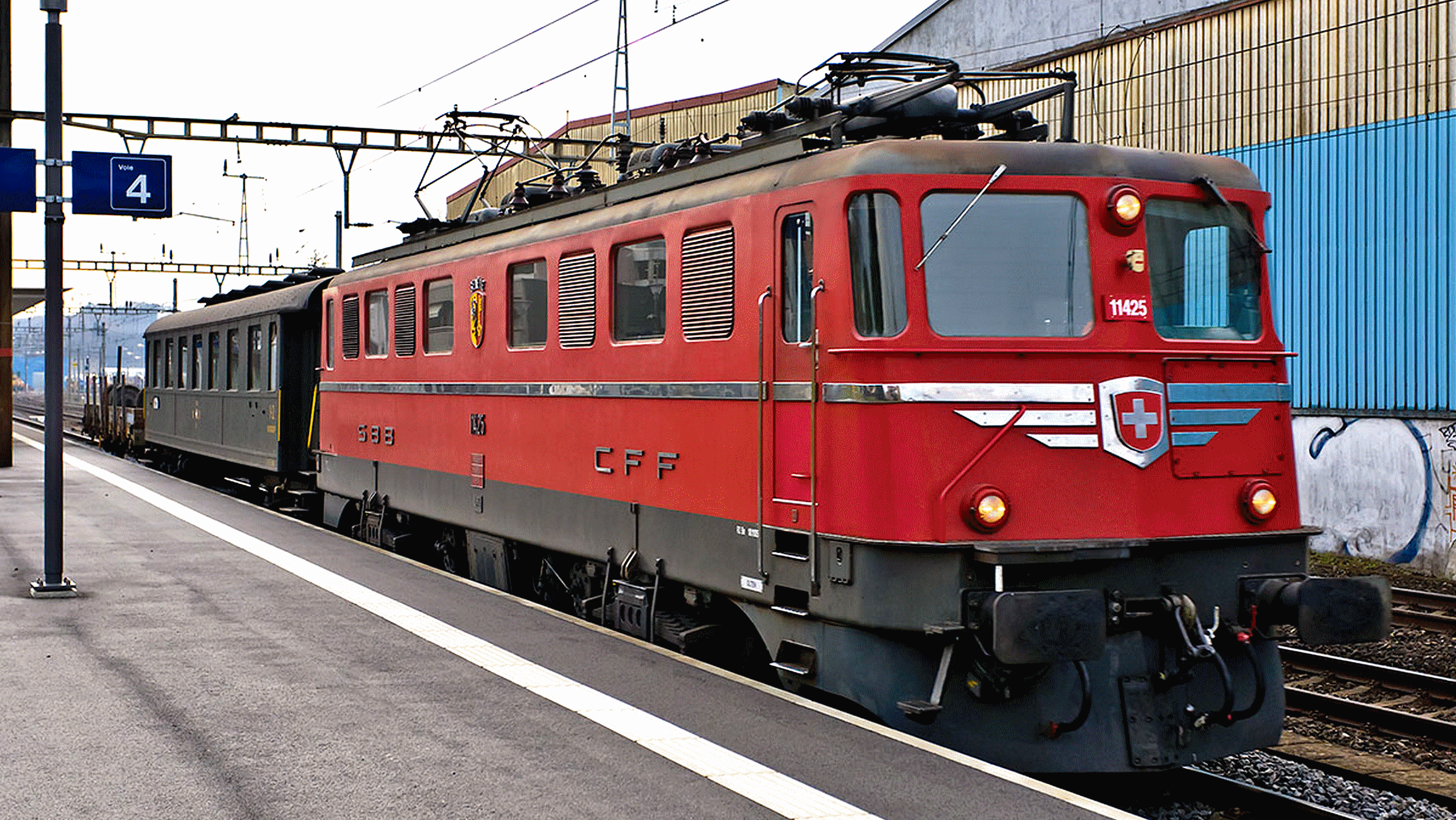
Ae 6/6 11425 Genève
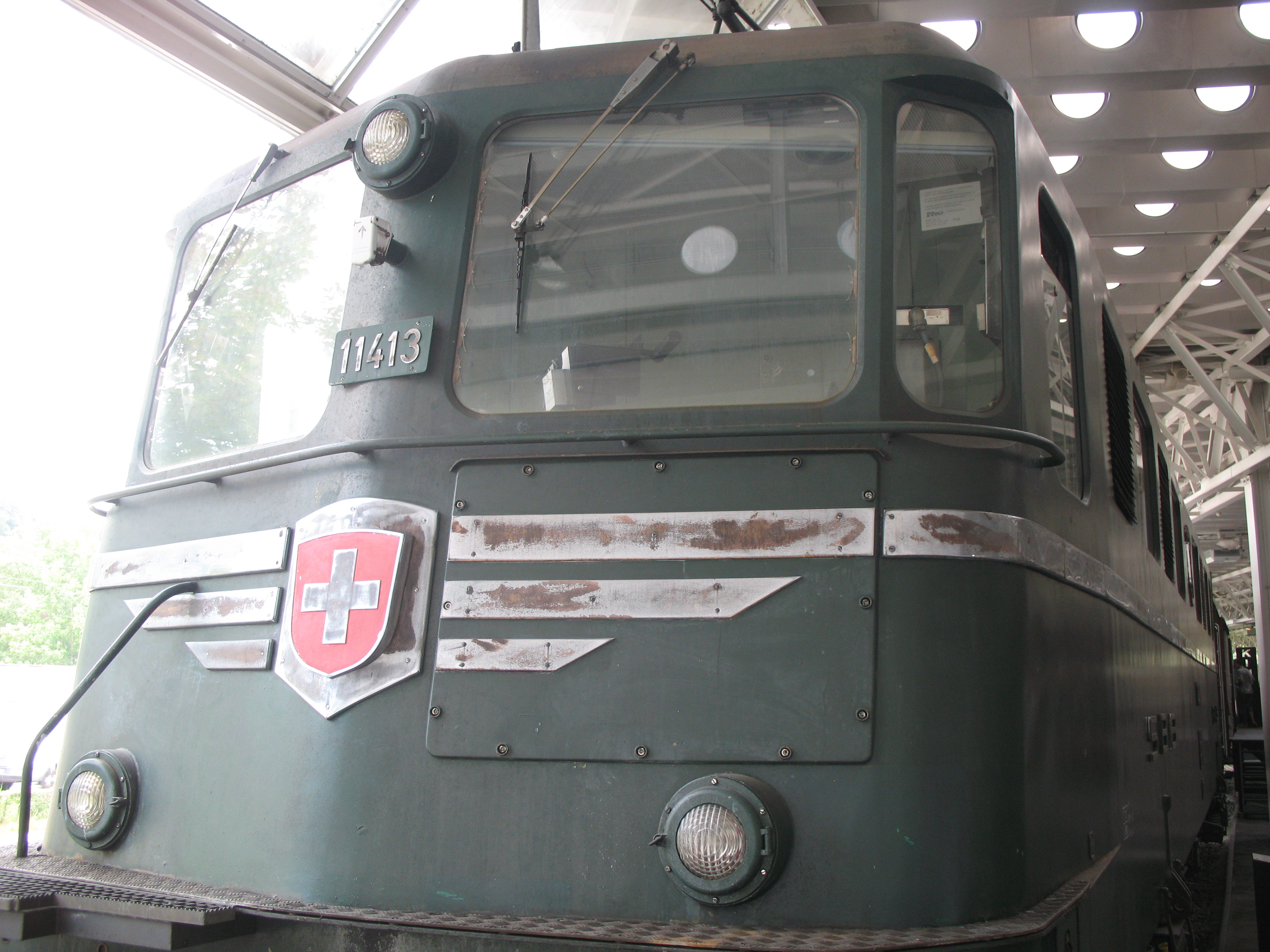
l'Ae 6/6 11413 "Schaffhouse"

## Technique

### Partie électrique
La partie électrique de l'Ae 6/6 a été développé sur la base de l'expérience des Ae 4/4 du BLS. Chacun des six moteurs développe une puissance de 1 000 ch, exactement comme ceux des Ae 4/4. Ce principe de fonctionnement se refléta en principe sur toutes les autres locomotives suisses de la même période.
Dans sa version initiale, la locomotive était équipée de deux pantographes Brown Boveri / CFF du type 350/1. L'interrupteur principal de type air comprimé BBC DBTF 20 200 était capable de passer à 15 kV 200 mVA en seulement 0,05 s. Ce commutateur fut utilisé un peu partout dans le monde sur plus de 1 800 machines à courant alternatif.

## Blasons
Avec l'arrivée de cette série de prestige naquit la tradition ferroviaire suisse de blasonner les locomotives. Les 25 premières Ae 6/6 (11401 à 11425) furent baptisées des armoiries des cantons suisses et arborèrent des « moustaches » chromées, les 25 suivantes (11426 à 11450) reçurent celles des chefs-lieux desdits cantons et les 70 dernières (11451 à 11520) eurent les armes de localités importantes, soit par leur taille, soit par leur situation ferroviaire (nœud ferroviaire, atelier principal).
Lorsque fut créé en 1979 le 26e canton suisse, le Jura, il fallut également lui trouver une locomotive. Toutes les Ae 6/6 étant déjà baptisées, on choisit de prendre l'une des deux « Jurassiennes » , en l'occurrence la no 11483 « Porrentruy » pour y apposer les couleurs du nouveau canton, la seconde, la no 11482, portant l'écusson de Delémont, chef-lieu du canton. Comme il était hors de question de faire disparaître le blason qui avait été payé par la commune, on décida d'attribuer l'écusson au sanglier à une locomotive d'une autre série. Ce fut le Re 4/4 II no 11239 qui reçut les armes de Porrentruy.
CFF Historic conserve actuellement la majorité des blasons, des écussons suisses et des sets de lettres et chiffres ainsi que toutes les plaques des constructeurs.

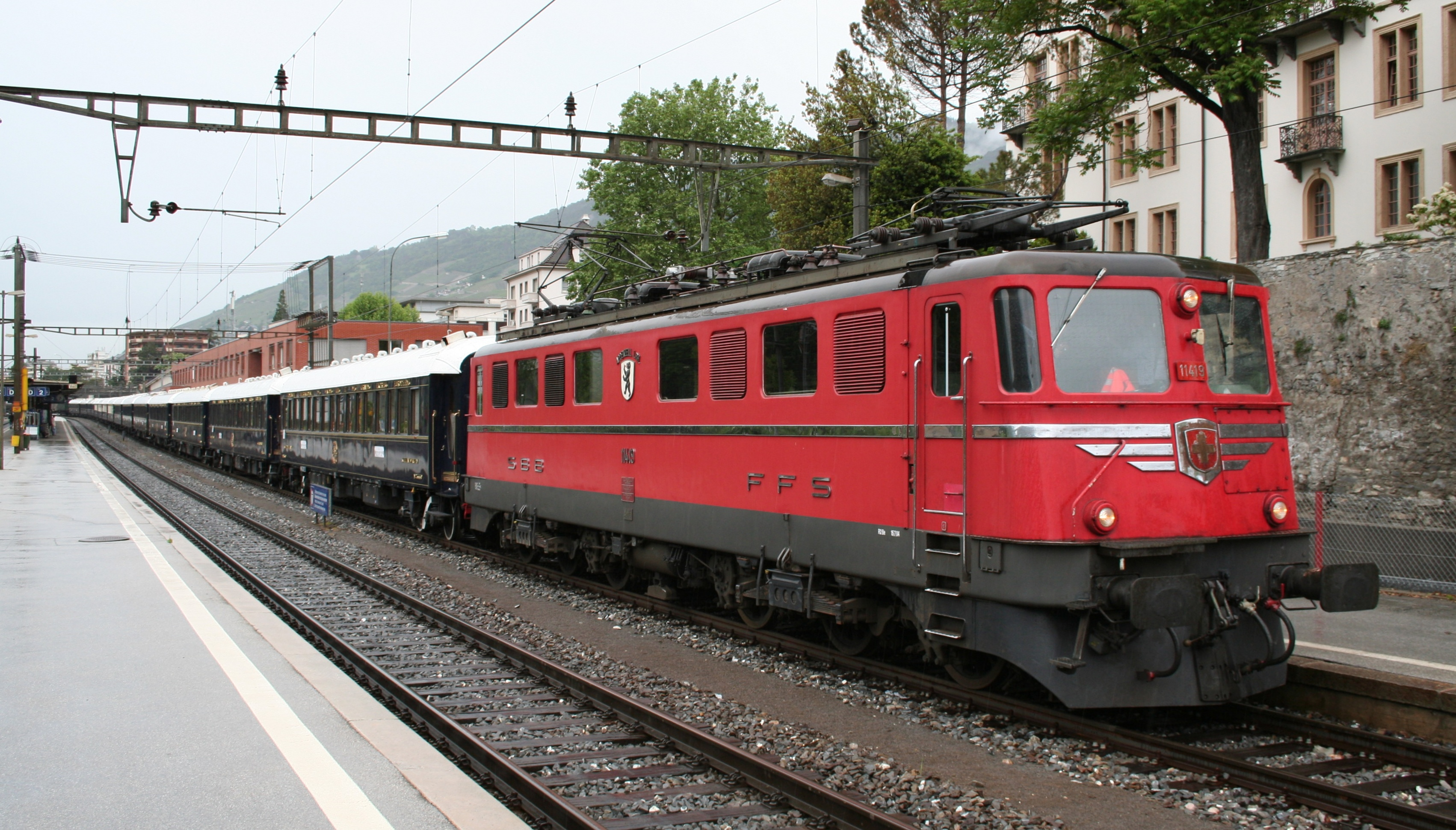
Locomotive cantonale avec « moustaches »
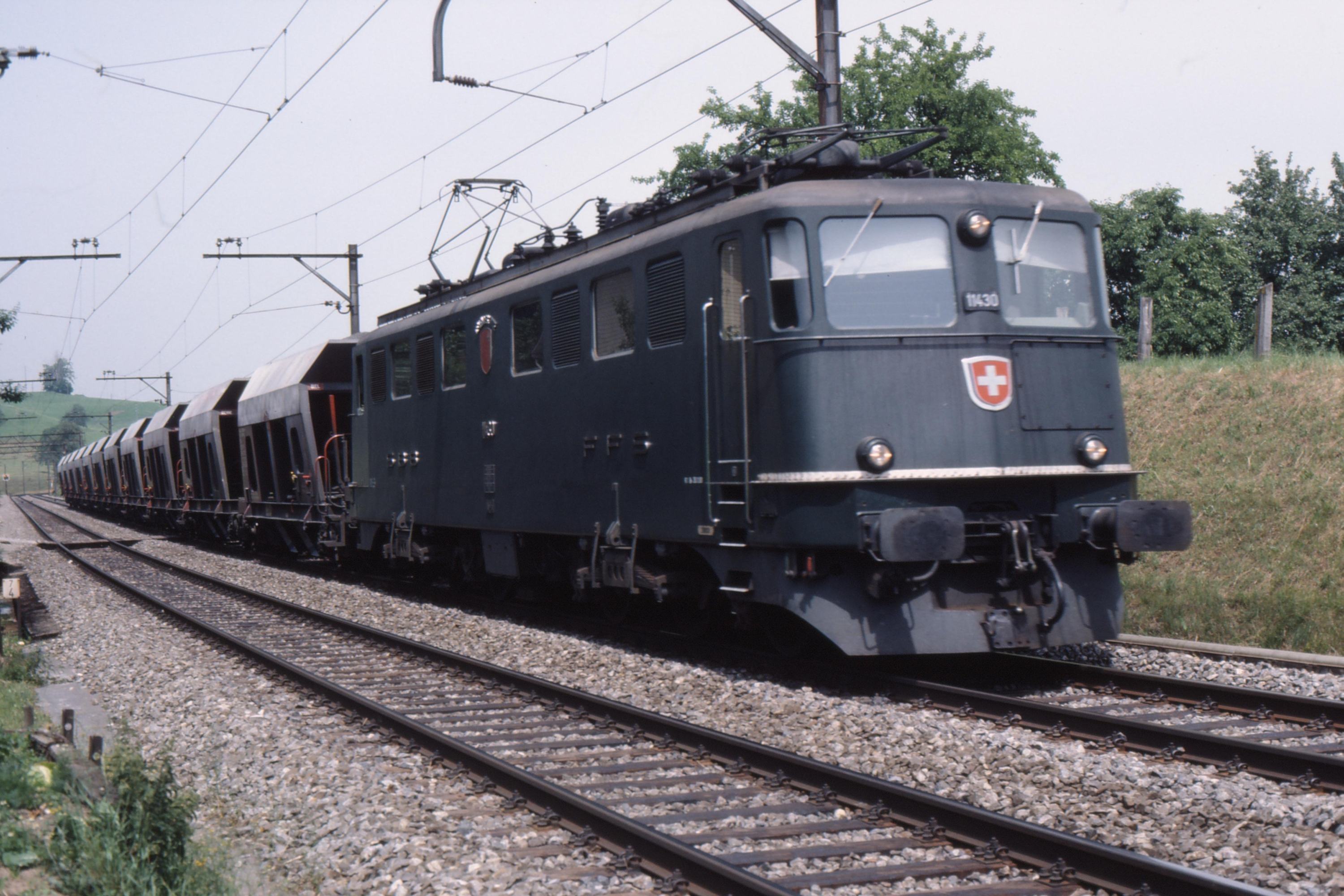
Locomotive communales sans moustaches
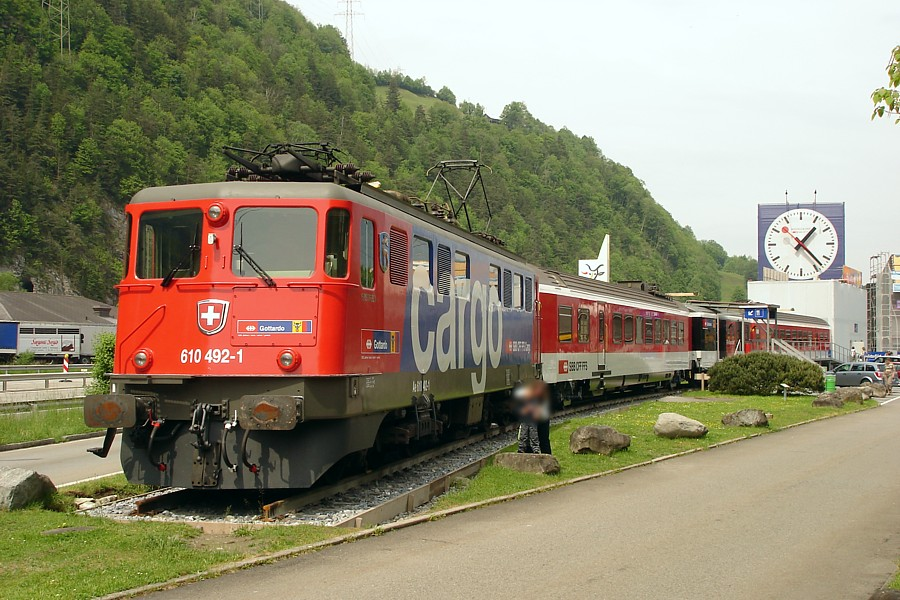
Ae 6/6 11492 en livrée Cargo sur l'aire de repos d'Erstfeld

| Cantons suisses 11401 à 11425 | Cantons suisses 11401 à 11425 | Cantons suisses 11401 à 11425 |       | Chefs-lieux 11426 à 11450 | Chefs-lieux 11426 à 11450 | Chefs-lieux 11426 à 11450 |       | Autres localités 11451 à 11520 | Autres localités 11451 à 11520 | Autres localités 11451 à 11520 | Autres localités 11451 à 11520 | Autres localités 11451 à 11520 | Autres localités 11451 à 11520 | Autres localités 11451 à 11520 |
| 11401                         |                               | Ticino                        | 11426 |                           | Stadt Zürich              | 11451                     |       | Winterthur                     |                                | 11486                          |                                | Burgdorf                       |                                |                                |
| 11402                         |                               | Uri                           | 11427 |                           | Stadt Bern                | 11452                     |       | Baden                          | 11487                          |                                | Langenthal                     |                                |                                |                                |
| 11403                         |                               | Schwytz                       | 11428 |                           | Stadt Luzern              | 11453                     |       | Arth-Goldau                    | 11488                          |                                | Mendrisio                      |                                |                                |                                |
| 11404                         |                               | Luzern                        | 11429 |                           | Altdorf                   | 11454                     |       | Yverdon                        | 11489                          |                                | Airolo                         |                                |                                |                                |
| 11405                         |                               | Nidwalden                     | 11430 |                           | Gemeinde Schwyz           | 11455                     |       | Biel/Bienne                    | 11490                          |                                | Rotkreuz                       |                                |                                |                                |
| 11406                         |                               | Obwalden                      | 11431 |                           | Sarnen                    | 11456                     |       | Olten                          | 11491                          |                                | Wohlen                         |                                |                                |                                |
| 11407                         |                               | Aargau                        | 11432 |                           | Stans                     | 11457                     |       | Romanshorn                     | 11492                          |                                | Emmen                          |                                |                                |                                |
| 11408                         |                               | Solothurn                     | 11433 |                           | Glarus                    | 11458                     |       | Rorschach                      | 11493                          |                                | Sissach                        |                                |                                |                                |
| 11409                         |                               | Basel Land                    | 11434 |                           | Stadt Zug                 | 11459                     |       | Chiasso                        | 11494                          |                                | Schlieren                      |                                |                                |                                |
| 11410                         |                               | Basel Stadt                   | 11435 |                           | Fribourg                  | 11460                     |       | Lugano                         | 11495                          |                                | Bülach                         |                                |                                |                                |
| 11411                         |                               | Zug                           | 11436 |                           | Stadt Solothurn           | 11461                     |       | Locarno                        | 11496                          |                                | Stadt Wil                      |                                |                                |                                |
| 11412                         |                               | Zürich                        | 11437 |                           | Stadt Basel               | 11462                     |       | Biasca                         | 11497                          |                                | St.Margrethen                  |                                |                                |                                |
| 11413                         |                               | Schaffhausen                  | 11438 |                           | Liestal                   | 11463                     |       | Göschenen                      | 11498                          |                                | Buchs SG                       |                                |                                |                                |
| 11414                         |                               | Bern/Berne                    | 11439 |                           | Schaffhausen              | 11464                     |       | Erstfeld                       | 11499                          |                                | Sargans                        |                                |                                |                                |
| 11415                         |                               | Thurgau                       | 11440 |                           | Herisau                   | 11465                     |       | Oerlikon                       | 11500                          |                                | Landquart                      |                                |                                |                                |
| 11416                         |                               | Glarus                        | 11441 |                           | Appenzell                 | 11466                     |       | Sursee                         | 11501                          |                                | Renens                         |                                |                                |                                |
| 11417                         |                               | Fribourg/Freiburg             | 11442 |                           | St.Gallen                 | 11467                     |       | Zofingen                       | 11502                          |                                | Nyon                           |                                |                                |                                |
| 11418                         |                               | St.Gallen                     | 11443 |                           | Chur                      | 11468                     |       | Lenzburg                       | 11503                          |                                | Payerne                        |                                |                                |                                |
| 11419                         |                               | Appenzell I.R.                | 11444 |                           | Aarau                     | 11469                     |       | Thalwil                        | 11504                          |                                | Le Locle                       |                                |                                |                                |
| 11420                         |                               | Appenzell A.R.                | 11445 |                           | Frauenfeld                | 11470                     |       | Brugg                          | 11505                          |                                | Lyss                           |                                |                                |                                |
| 11421                         |                               | Grischun/Graubünden           | 11446 |                           | Bellinzona                | 11471                     |       | Pratteln                       | 11506                          |                                | Grenchen                       |                                |                                |                                |
| 11422                         |                               | Vaud                          | 11447 |                           | Lausanne                  | 11472                     |       | Brig                           | 11507                          |                                | Wildegg                        |                                |                                |                                |
| 11423                         |                               | Valais/Wallis                 | 11448 |                           | Sion                      | 11473                     |       | Saint-Maurice                  | 11508                          |                                | Wettingen                      |                                |                                |                                |
| 11424                         |                               | Neuchâtel                     | 11449 |                           | Neuchâtel                 | 11474                     |       | Vevey                          | 11509                          |                                | Gossau                         |                                |                                |                                |
| 11425                         |                               | Genève                        | 11450 |                           | Ville de Genève           | 11475                     |       | Vallorbe                       | 11510                          |                                | Rheinfelden                    |                                |                                |                                |
| 11483                         |                               | Jura                          | 11482 |                           | Delémont                  | 11476                     |       | Les Verrières                  | 11511                          |                                | Dietikon                       |                                |                                |                                |
|                               |                               |                               |       |                           |                           |                           | 11477 |                                | Martigny                       | 11512                          |                                | Horgen                         |                                |                                |
| 11478                         |                               | Sierre                        | 11513 |                           | Wallisellen               |                           |       |                                |                                |                                |                                |                                |                                |                                |
| 11479                         |                               | Visp                          | 11514 |                           | Weinfelden                |                           |       |                                |                                |                                |                                |                                |                                |                                |
| 11480                         |                               | Montreux                      | 11515 |                           | Kreuzlingen               |                           |       |                                |                                |                                |                                |                                |                                |                                |
| 11481                         |                               | La Chaux-de-Fonds             | 11516 |                           | Baar                      |                           |       |                                |                                |                                |                                |                                |                                |                                |
| 11482                         |                               | Delémont                      | 11517 |                           | Brunnen                   |                           |       |                                |                                |                                |                                |                                |                                |                                |
| 11483                         |                               | Porrentruy                    | 11518 |                           | Flüelen                   |                           |       |                                |                                |                                |                                |                                |                                |                                |
| 11484                         |                               | Romont                        | 11519 |                           | Giubiasco                 |                           |       |                                |                                |                                |                                |                                |                                |                                |
| 11485                         |                               | Thun                          | 11520 |                           | Langnau i.E.              |                           |       |                                |                                |                                |                                |                                |                                |                                |

### Vols d'armoiries

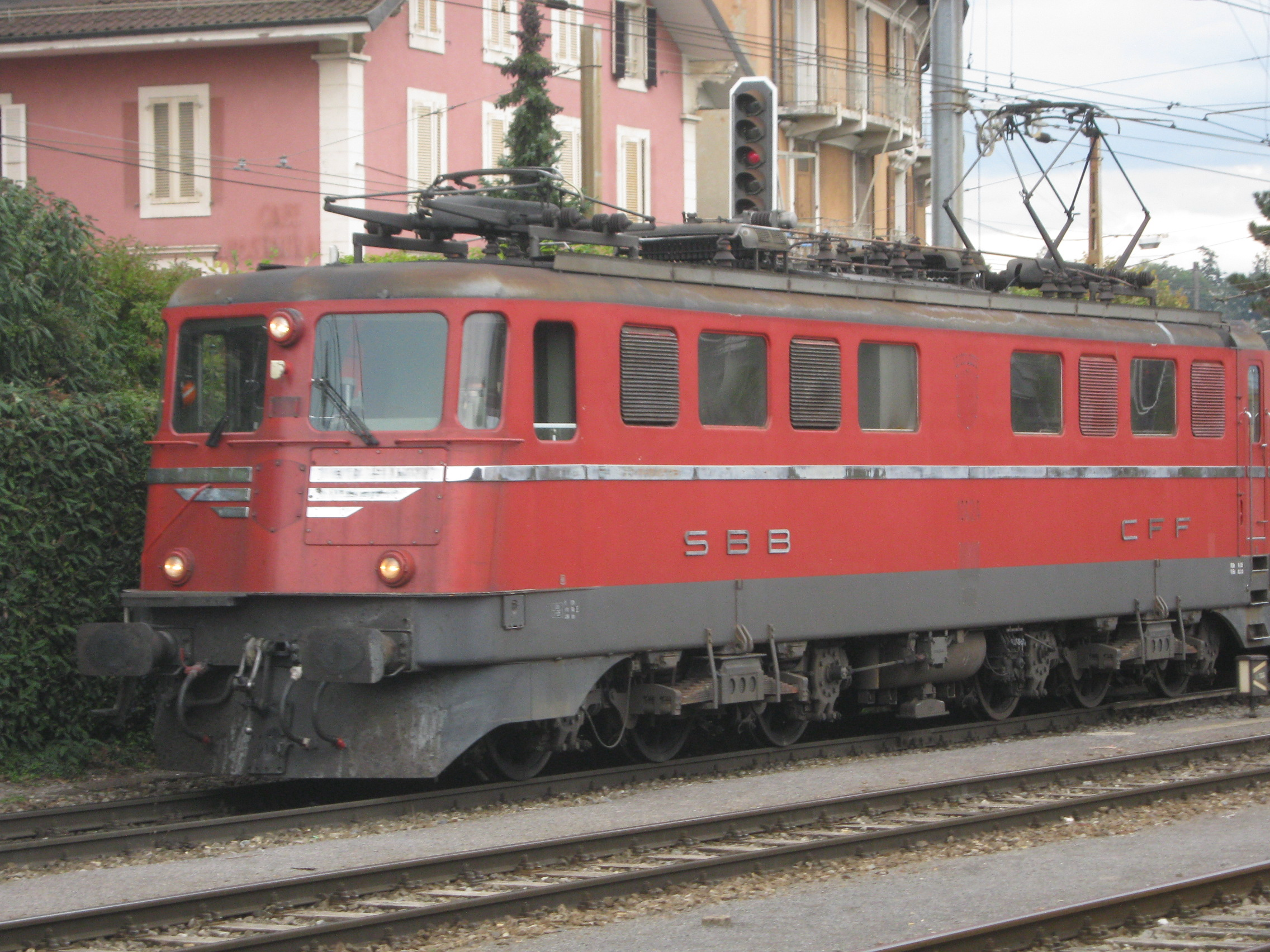
Ae 6/6 à Renens sans armoiries

## Ae 610 Cargo

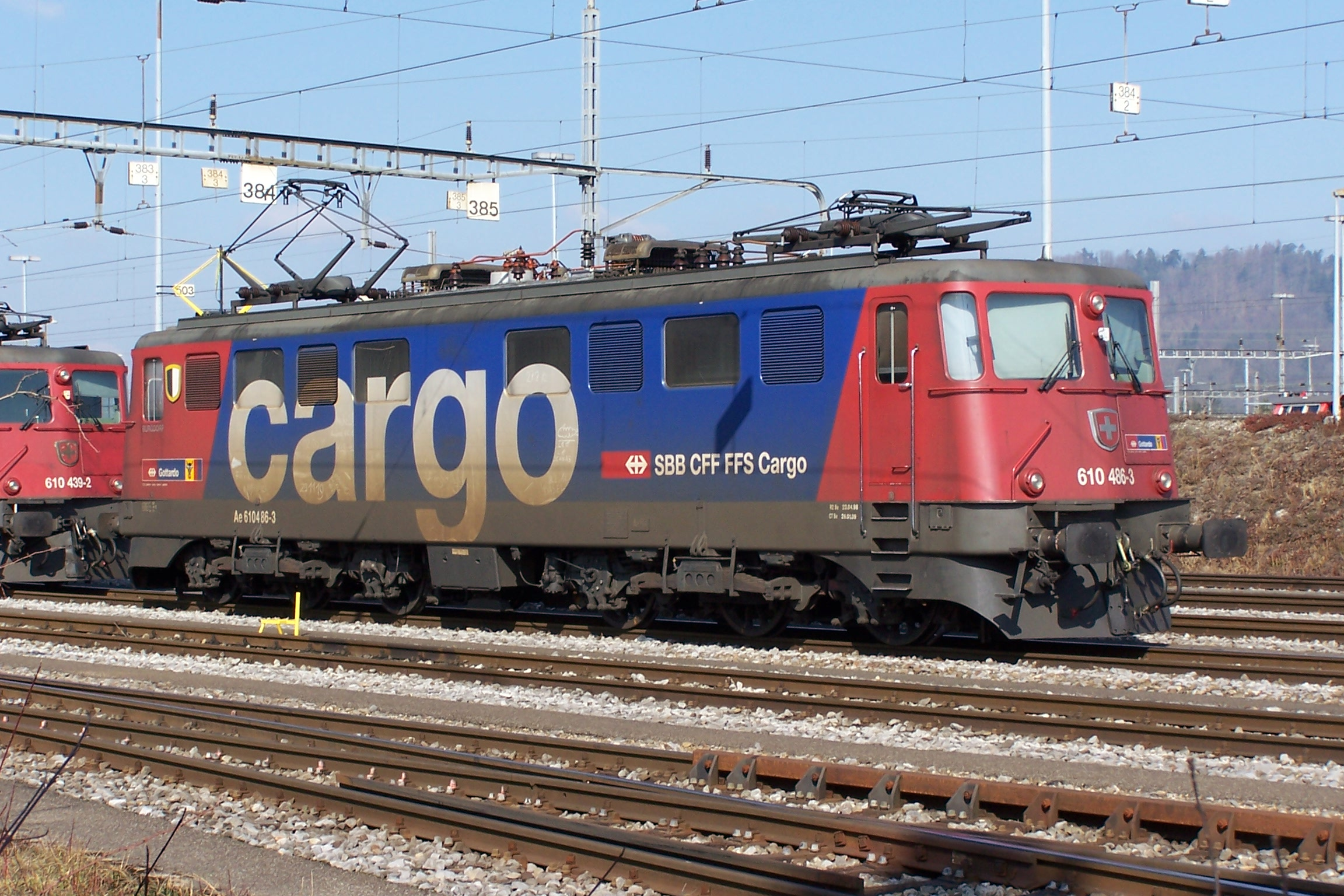
Ae 610 486

## Modélisme ferroviaire

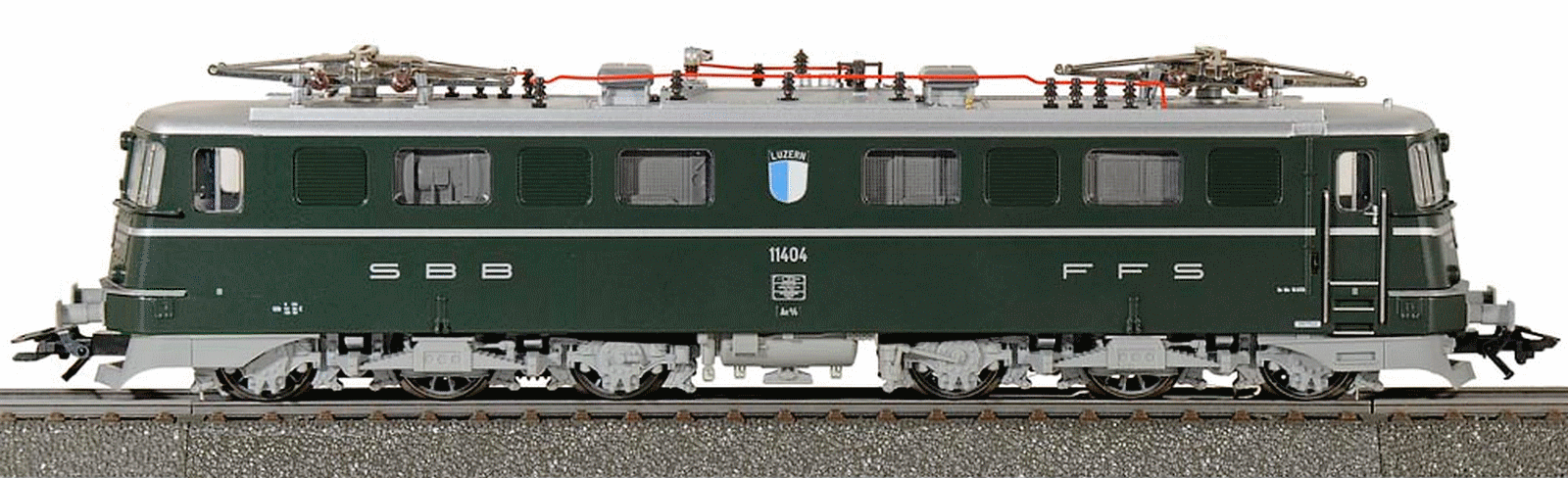
Märkiln HO Ae 6/6 11404 Luzern